# 三森峠
三森峠（さんもりとうげ）は、福島県郡山市にある峠。標高は808メートル。
郡山市中心部と郡山市湖南町を結ぶ道中にあり、奥羽山脈の分水嶺を越える。峠道は江戸時代などの古くから利用されていたが、北の中山峠付近の道路の改良が進んだ結果、裏街道になったとされる。
旧道は峠付近を1962年開通の三森隧道で越えており、隧道までの道中にはつづら折れがあり、峠の郡山側には茶屋が存在していた。現在、旧道は通行止めになっており、三森隧道は埋められている。
近年では、峠付近では福島県道6号郡山湖南線三森バイパスの改良工事が進み、1992年に三森トンネル、2004年に多田野トンネルが開通して通過している。

## 古代の村
1961年（昭和36年）の旧三森隧道の工事の際に発見された遺跡で、発見当時は標高800mにある高地性遺跡として注目された。山の東南側のゆるい傾斜地に数戸の住居があったものと推定される。出土したものとしては、三角文、錘歯文、円形等の彫刻文沈線による文様、撚糸文などが施された鉢型の縄文土器など。
遺跡はその保存のため、学術調査後に地下に埋め戻され、その上に縄文時代当時の住居を再現した「古代の村」が建設された。場所は登山道が三森隧道の入口の真上付近を通過する場所近く。しかし、三森隧道の廃道によりアクセス方法が登山道だけになり、その登山道も一部が廃止される予定のため、次第に自然に還りつつある。